# Arumbavur
Arumbavur é uma panchayat (vila) no distrito de Perambalur, no estado indiano de Tamil Nadu.

## Geografia
Arumbavur está localizada a 11° 23′ N, 78° 44′ L. Tem uma altitude média de 170 metros (557 pés).

## Demografia
Segundo o censo de 2001,  Arumbavur  tinha uma população de 11,083 habitantes. Os indivíduos do sexo masculino constituem 49% da população e os do sexo feminino 51%. Arumbavur tem uma taxa de literacia de 62%, superior à média nacional de 59.5%; com 56% para o sexo masculino e 44% para o sexo feminino. 10% da população está abaixo dos 6 anos de idade.